# Cardiochiles pictithorax
Cardiochiles pictithorax är en stekelart som beskrevs av Granger 1949. Cardiochiles pictithorax ingår i släktet Cardiochiles och familjen bracksteklar. Inga underarter finns listade.